# Iban (peuple)
Pour les articles homonymes, voir Iban.
Les Ibans sont une ethnie de l'île de Bornéo et appartiennent au groupe des Dayak. Appelés par les Anglais Sea Dayaks lors de la période coloniale, on les trouve surtout aujourd'hui dans l'État du Sarawak en Malaisie, où leur population est estimée à 680 000 personnes (en 2006).

## Histoire des Iban
Connus pour leur pratique de la chasse au tête et de la piraterie, ils étaient jusqu'au XIXe siècle, une grande tribu guerrière de Bornéo. Aujourd'hui, ils s'urbanisent rapidement autour de Kuching et des grandes villes du Sarawak comme Miri et Sibu, tout en veillant à conserver leur culture et leur héritage traditionnel dans une Malaisie en pleine transformation.

### Royaume de Sarawak

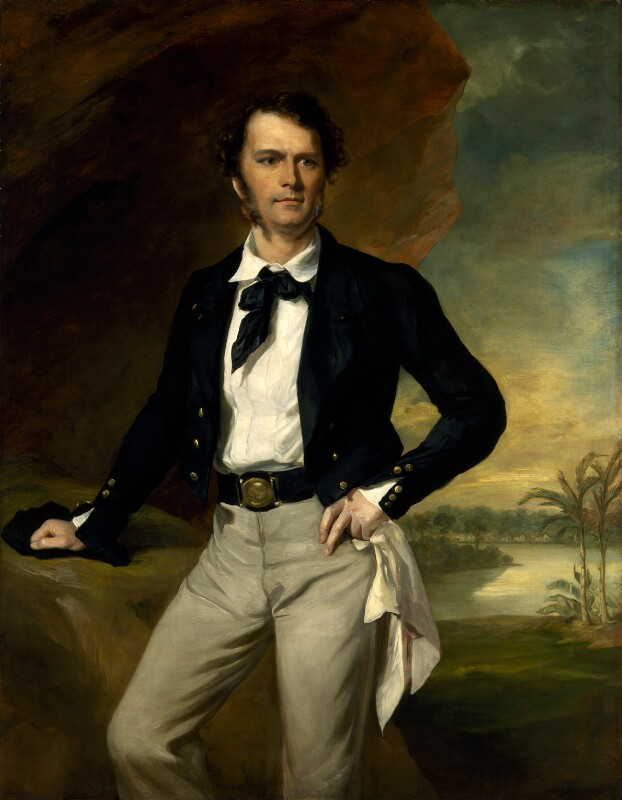
Sir James Brooke, Rajah du Sarawak (1841–1868)

Le sultan du Brunei Omar Ali Saifuddin II, cède le contrôle du Sarawak avec le titre de rajah à James Brooke, en 1841. Celui-ci lutte contre la piraterie qui est pandémique dans la région et crée une administration autour du Sarawak Service qui embauche des européens pour administrer les différents districts du territoire. Il développe le commerce pour accompagner les Iban et le développement du pays avec la Borneo Company Limited. La ville de Kuching devient la capitale, avec la résidence d'Astana et le Fort Margharita.
- Les Sarawak Rangers

L'administration du Royaume de Sarawak (1841-1946), fonctionnait avec les guerriers Iban, qui non seulement défendait Kuching, dès 1846 mais devinrent une force militaire organisée à partir de 1862, par le second Rajah, Charles Brooke (1829-1917).
L'ancien aspirant britannique William Henry Rodway (1836-1924), les commanda brièvement en 1862 puis de 1872 jusqu'à sa retraite avec le grade de Major en 1881. Ces Rangers Iban étaient extrêmement expérimentés dans la guerre de guérilla dans la jungle, ils étaient équipés de différents types de fusils, de canons et d'armes autochtones.
- La guerre du pacifique

L'invasion de Bornéo par l'armée japonaise le matin du 15 décembre 1941, et l'occupation de l'île jusqu'à sa libération en août 1945 transforme la vie des Iban qui participent pour certains aux combats.

### La fédération de Malaisie
Le Sarawak et les Iban gagnent leur indépendance le 22 juillet 1963, et rejoignent la fédération de Malaisie le 16 septembre, en partie grâce aux efforts du grand chef Iban Tun Jugah (1903–1981) qui devint avec l'unification le premier représentant du nouvel État du Sarawak au parlement fédéral de Malaisie à Kuala Lumpur.
- La Konfrontasi

L'Indonésie s'oppose à la création de la Malaisie, et Bornéo devient le terrain d'une guérilla entre Indonésiens, Britanniques, Australiens et Malais, ou les Iban se retrouvent tiraillés entre les différents belligérants. Les Sarawak Rangers sont incorporés dans la nouvelle armée malaise en 1963, sous le nom de Renjer Malaysia et se battent contre l'Indonésie.
Les combats se mènent en forêt, dans la jungle et les montagnes du Sarawak, de Sabah et de Kalimantan entre 1962 et 1966.

## Ethnographie des Iban

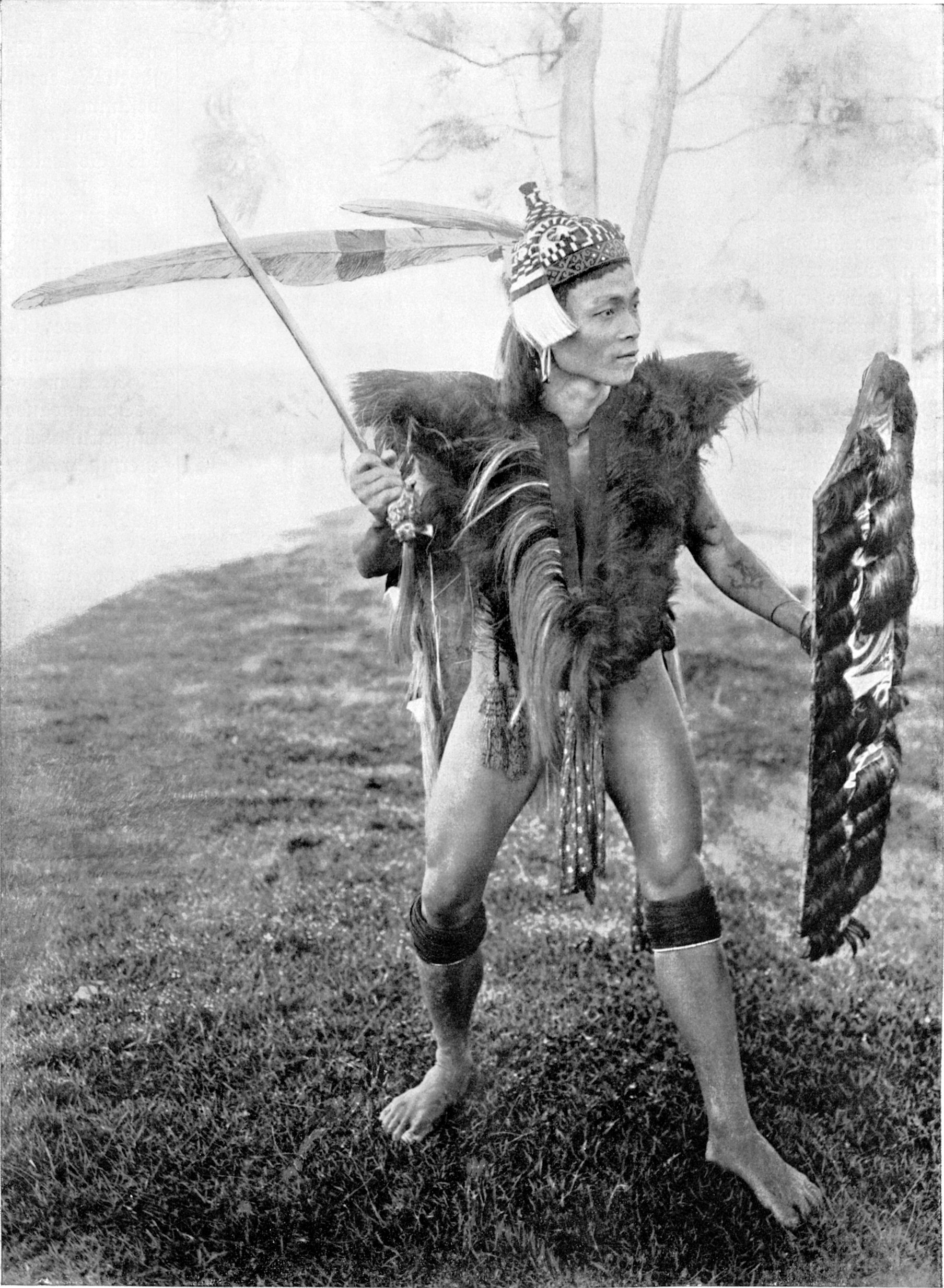
Iban de la région du fleuve Baram, 1912

- Cosmologie
- Chasse aux têtes
- Longue-maisons
- Développements

### Les Études Iban
- - Ethnologues reconnus des études Iban[3]
- George N. Appell
- Robert J. Barrett (1949-2007)[4]
- Derek Freeman (1916-2001)
- Erik Jensen
- Benedict Sandin (1918–1982)
- Clifford Sather
- Vinson H. Sutlive Jr.
- Motomitsu Uchibori
- Véronique Bréguet

## Langue Iban
Leur langue est l'iban, de la famille des langues austronésiennes. En réalité, elle se rapproche fortement de la langue nationale, le malaisien.